# Maciej Koźmiński (wojewoda kaliski)
Maciej Koźmiński herbu Poraj (zm. 1748) – wojewoda kaliski, kasztelan kaliski, kasztelan poznański.

## Rodzina
Syn Adama (zm. 1717), kasztelana rogozińskiego i Zofii Mielżyńskiej córki Macieja Mielżyńskiego (zm. 1697), kasztelana śremskiego.
Trzykrotnie żonaty: Pierwsza żona Zofia Mycielska, córka Andrzeja Mycielskiego, chorążego poznańskiego urodziła dwie córki: Annę i Mariannę. Druga Teresa Joanna Potocka, córka Piotra Jana Potockiego, kasztelana bełskiego i wojewody czernihowskiego urodziła syna Teodora Józefa (zm. 1778), starostę grabowskiego. Trzecia Ludwika Skaławska, córka kasztelana gnieźnieńskiego Franciszka Skaławskiego urodziła Franciszkę Ksawerę, późniejszą żonę Józefa Mycielskiego (1733–1789), wojewody inowrocławskiego.
Maciej Koźmiński był dziadkiem Augustyna, rotmistrza.

## Pełnione urzędy i odznaczenia państwowe
Pełnił obowiązki podczaszego poznańskiego (1720–1722). Był posłem województwa kaliskiego i poznańskiego na sejm 1720 roku. Był posłem na sejm w 1729 roku. W latach 1729–1732 piastował urząd kasztelana kaliskiego. W latach 1732–1737 pełnił obowiązki kasztelana poznańskiego. Następnie powołany na urząd wojewody kaliskiego w 1737 roku. 
Jako deputat podpisał pacta conventa Stanisława Leszczyńskiego w 1733 roku.
10 lipca 1737 roku podpisał we Wschowie konkordat ze Stolicą Apostolską.
Za zasługi otrzymał Order Orła Białego (1740).